# Lydie Polfer
Lydie Polfer (Ciudad de Luxemburgo, 22 de noviembre de 1952) es una política luxemburguesa, miembro del Partido Democrático, del que fue presidenta entre 1994 y 2004. 

## Biografía
Nació en Ciudad de Luxemburgo, en noviembre de 1952, hija de Camille Polfer. Estudió Derecho en la Universidad de Grenoble, y se incorporó al Colegio de Abogados de Luxemburgo en 1977.
Sucedió a su padre en la Alcaldía de Ciudad de Luxemburgo cuando este debió renunciar en 1982. En las elecciones legislayivas de 1984 fue elegida a la Cámara de Diputados por el Partido Democrático. Ocupó la Alcaldía hasta 1999, cuando fue designada vice primera ministra, concurrentemente Ministra de Relaciones Exteriores y Ministra de la Función Pública. Ocupó los tres puestos hasta 2004.
Ha vuelto a ser elegida a la Cámara de Diputados en los mandatos 1979-1985, 1989-1990, 1994-1999 y desde 2009. Fue eurodiputada del Partido Europeo Liberal, Demócrata y Reformista en los mandatos de 1985 a 1989, de 1990 a 1994 y de 2004 a 2009.